# Üsküdar'a gideriken
Üsküdar’a gideriken, littéralement En allant à Üsküdar, connu aussi sous le nom de  « Katibim », en français Mon secrétaire, est une chanson populaire turque écrite par un anonyme, à l'époque de la guerre de Crimée, sous le sultanat Abdülmecit Ier.

## Histoire
Le sultan  Mahmoud II confie la réorganisation de son infanterie à des instructeurs prussiens et celle de sa marine à des experts britanniques. Dans la même perspective, il exige des militaires qu'ils portent un uniforme à l'occidentale.
Le Sultan Abdülmecit Ier poursuit, mais sans violences, les réformes commencées par son père et contraint aussi les fonctionnaires (Kâtip) stambouliotes à s'habiller à l'occidentale. Les fonctionnaires conservateurs, bien qu'ils qualifiaient cette mesure de « singerie d'infidèle », revêtirent quand même des complets veston.
Durant la guerre de Crimée, l’hôpital militaire de la Caserne Selimiye était réservé aux Britanniques. Voyant les hommes de la brigade écossaise de l’armée britannique porter le kilt, les Stambouliotes les surnommèrent « donsuz asker » (les soldats sans culotte).

## Reprises et adaptations
Üsküdar'a gideriken figure dans le film Kâtip réalisé en 1968 par le cinéaste turc Ülkü Erakalın, avec l'acteur et chanteur Zeki Müren dans le rôle principal.
De multiples adaptations de la chanson sont régulièrement produites  un peu partout dans le monde. La chanteuse turque Safiye Ayla l'enregistre une première fois en 1949,,. En 1953, la chanteuse américaine Eartha Kitt l'interprète en turc sous le titre Uska Dara. En 1978, le groupe Boney M en reprend la mélodie dans Rasputin. En 2011, dans le recueil Mare Nostrum, la version de Jordi Savall associe le soliste turc Gürsoy Dinçer à l'ensemble Hesperion XXI. En 2020, dans son album Anda-Lutz, le chanteur toulousain Guillaume Lopez en donne avec le percussionniste marocain Saïd El Maloumi une version arabo-occitane intitulée Sense tu ,.